# 道の駅横綱の里ふくしま

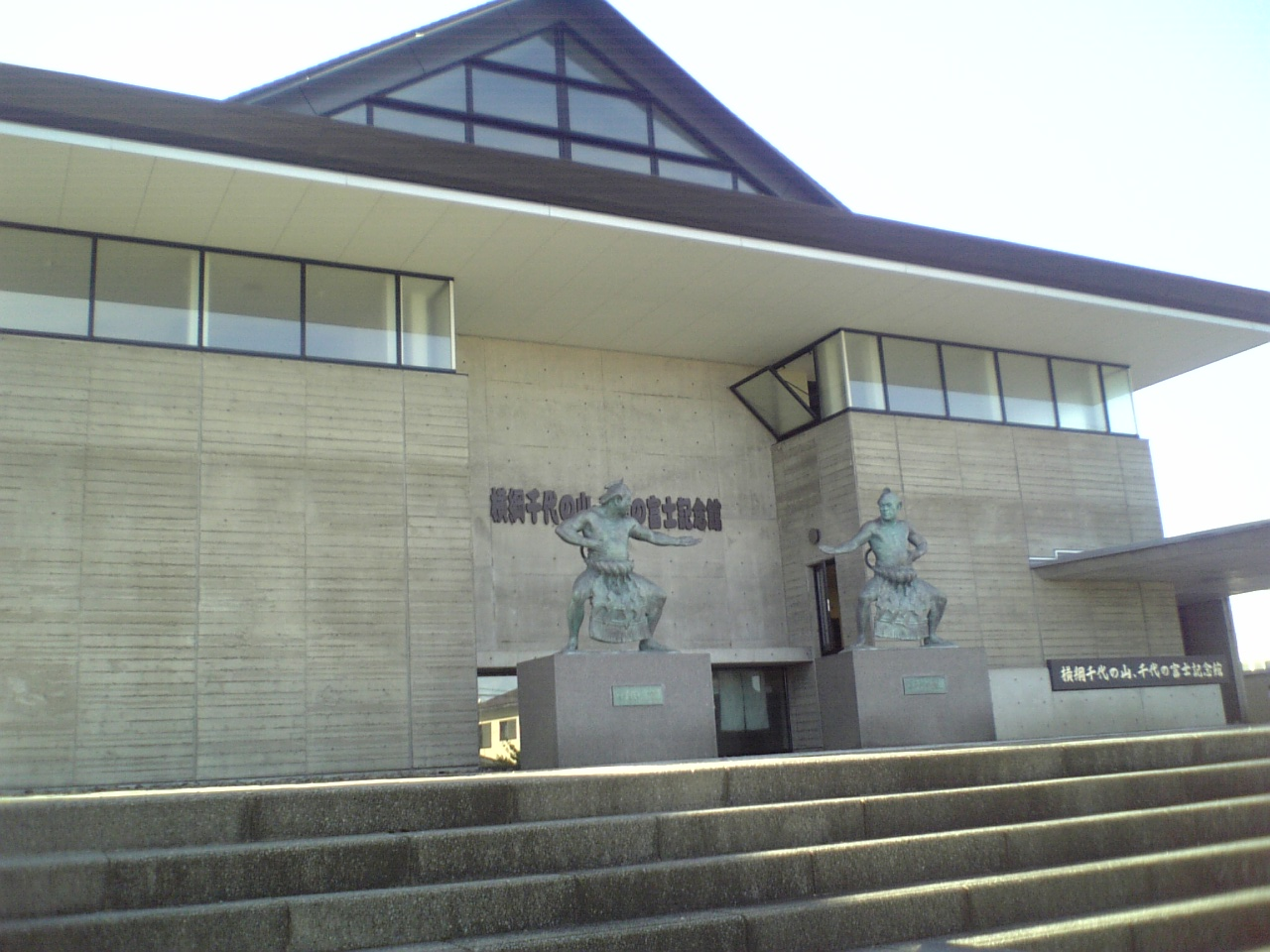
横綱千代の山・千代の富士記念館

道の駅横綱の里ふくしま（みちのえき よこづなのさとふくしま）は、北海道松前郡福島町にある国道228号の道の駅である。
福島町出身である第41代横綱千代の山、第58代横綱千代の富士の現役時代の展示物や、九重部屋の稽古土俵を再現した部屋などが展示されている博物館「横綱千代の山・千代の富士記念館」がある。

## 主な施設
- 駐車場
  - 普通車：34台
  - 大型車：3台
  - 身障者用 : 2台
- トイレ
  - 男：大 3器（1器） 小 9器（2器）
  - 女：9器（2器）
  - 身障者用：1器（0器）
※ 身障者トイレは、横綱千代の山・千代の富士記念館内にあるため、休館日および12月 - 3月は使用不可。

※（）内は24時間使用可能
- 公衆電話：1台
- 公衆FAX：1台
- 横綱千代の山・千代の富士記念館
- 特産品販売コーナー

## 休館日
- 毎週日曜日（12月 - 3月）
- 年末年始（12月31日 - 1月4日）

## アクセス
- 国道228号

## 周辺
- 福島漁港
- 福島町青函トンネル記念館
- 福島町役場